# 71-621
71-621 — опытный российский высокопольный четырёхосный трамвайный вагон, укороченная версия вагона 71-619. Был построен на Усть-Катавском вагоностроительном заводе в 1999 году в единственном экземпляре.

## История создания
Заказчиком разработки вагона выступила Москва ввиду того, что на ряд канав старых депо столицы вагоны производства УКВЗ не проходили по габаритам. Трамвай был разработан на основе вагона 71-619, от него он отличается укороченным на 80 см кузовом. Опытный вагон поступил в депо имени Апакова в декабре 1999 года, где получил бортовой № 0102.

## Эксплуатация
12 января 2000 года началась опытная эксплуатация без пассажиров. 14 марта 2000 года вагон переведён в пассажирскую эксплуатацию на 3-й маршрут, через две недели переброшен на 39-й маршрут, где и остался. 

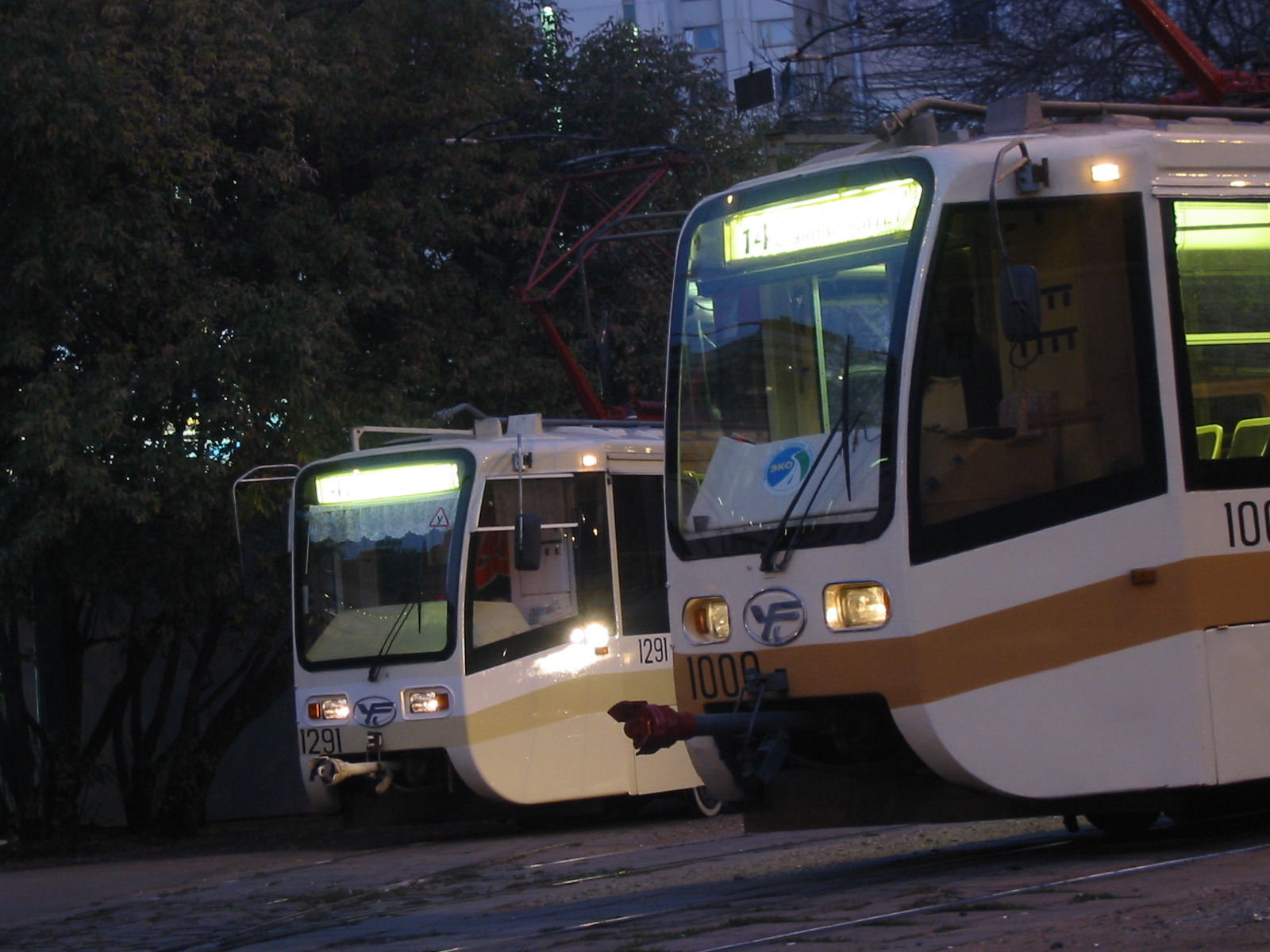
Трамвайные вагоны 71-619К и 71-621. Заметна разница в длине кабины

На заводе на опытный вагон в порядке эксперимента был установлен немецкий полупантограф с электрическим приводом подъёма/опускания, который впоследствии был разбит о троллейбусные переезды.С 2000 года вагону был присвоен борт.номер 0102. С 2001 года -  1000, с 2008 года - 1005. На протяжении некоторого периода времени вагон использовался в качестве стажёрского. Работал обычно в будни на маршруте 14, по состоянию на февраль 2020 года вагон выходит преимущественно на маршруты 14 и 47, изредка выходя на другие маршруты.

## Дальнейшая судьба
В результате испытаний оказалось, что вагон всё равно не проходит на ряд канав. Проект был признан неудачным и заказов на новые вагоны не поступало.
С ноября 2020 года  вагон находится на хранении в депо имени Н.Э. Баумана в ожидании исключения из парка.
https://transphoto.org/vehicle/63/